# The Big Come Up
The Big Come Up és l'àlbum de debut de la banda nord-americana de blues rock The Black Keys, publicat l'any 2002 amb Alive Records. La canció "I'll Be Your Man" va ser utilitzada per a tema principal de la sèrie de l'HBO Hung protagonitzada per Thomas Jane,

## Llista de cançons
| Núm. | Títol                        | Composició                                  | Durada |
| ---- | ---------------------------- | ------------------------------------------- | ------ |
| 1.   | «Busted»                     | Burnside (originally called "Skinny Woman") | 2:33   |
| 2.   | «Do the Rump»                | Kimbrough                                   | 2:37   |
| 3.   | «I'll Be Your Man»           |                                             | 2:20   |
| 4.   | «Countdown»                  |                                             | 2:38   |
| 5.   | «The Breaks»                 |                                             | 3:02   |
| 6.   | «Run Me Down»                | Morganfield                                 | 2:27   |
| 7.   | «Leavin' Trunk»              | Traditional                                 | 3:00   |
| 8.   | «Heavy Soul»                 |                                             | 2:08   |
| 9.   | «She Said, She Said»         | Lennon, McCartney                           | 2:32   |
| 10.  | «Them Eyes»                  |                                             | 2:23   |
| 11.  | «Yearnin'»                   |                                             | 1:58   |
| 12.  | «Brooklyn Bound»             |                                             | 3:11   |
| 13.  | «240 Years Before Your Time» |                                             | 3:20   |